# 井上博文 (指揮者)

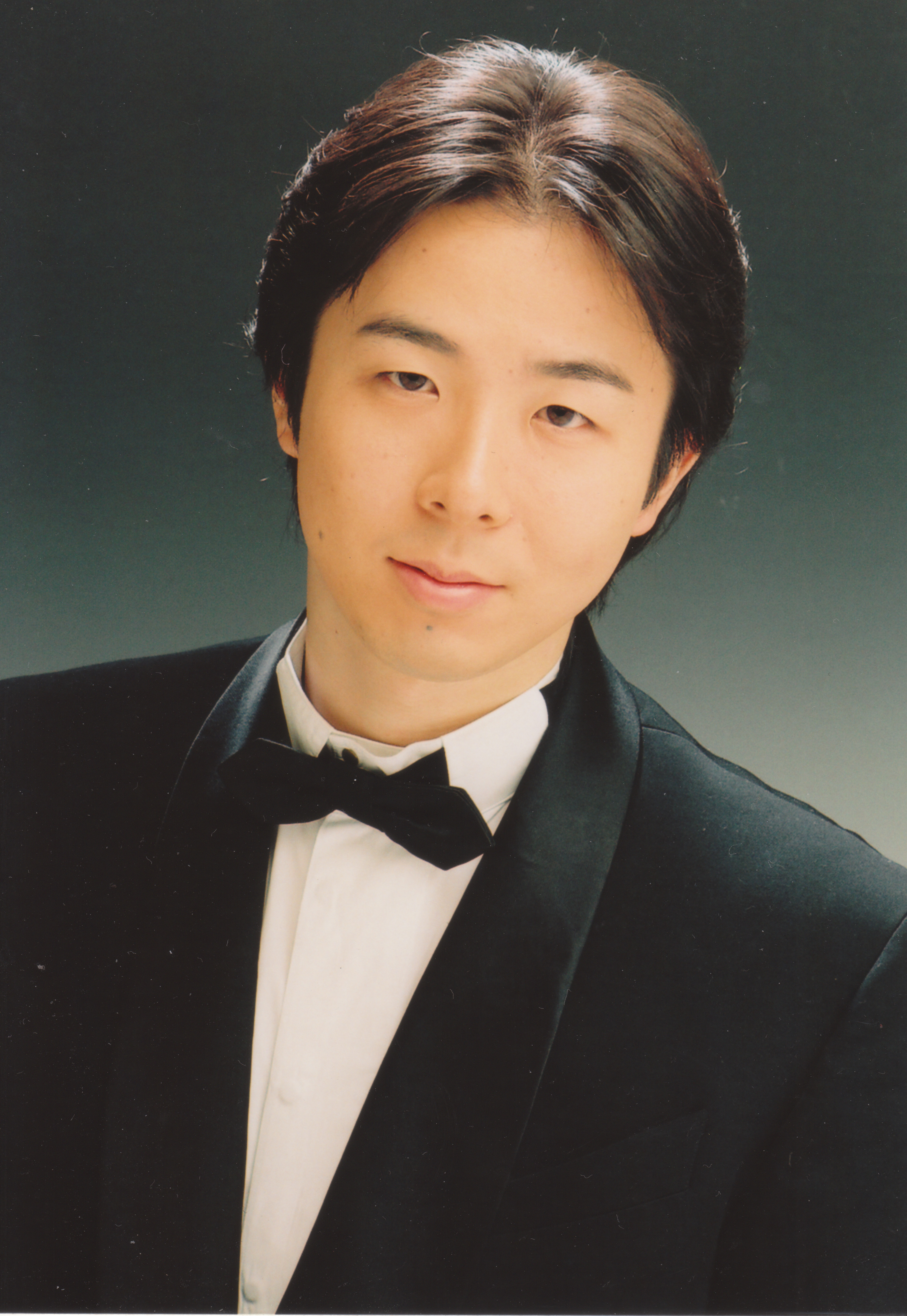
井上博文

井上博文は、日本の指揮者。埼玉県越谷市出身。

## 人物
越谷市出身。幼少の頃よりピアノやヴァイオリンに親しむ。越谷市立桜井小学校、私立海城中学、海城高校に進学。高校時代は吹奏楽部で打楽器を担当。高校1年時に作曲家を志し、1997年、桐朋学園大学作曲理論学科作曲専攻に進学。在学中より指揮の勉強を始め、2001年、東京芸術大学指揮科に再入学。在学中より各地のオーケストラで、ブルックナー交響曲第4番「ロマンティック」、ラフマニノフ交響曲第2番など様々な楽曲を指揮。2005年、同大学を卒業。
その後、劇団四季にて『オペラ座の怪人』及び『ウィキッド』のロングラン公演を指揮。『ウィキッド』ではレギュラーコンダクターを務め、開幕より千秋楽まで約500公演において指揮した。
2008年、スイス・ルツェルンにてハイティンク国際指揮マスタークラスに参加。2010～12年、イタリアに留学し、ローマとミラノにて研鑽を積む。サンクトペテルブルク（ロシア）、コモ（イタリア）、ブカレスト（ルーマニア）にて、ベートーヴェン交響曲第6番「田園」、ブラームス交響曲第1番などを指揮。
帰国後は全国各地のオーケストラ、合唱団、オペラ団体、教育機関、録音スタジオなどで活躍し、古典から現代音楽まで指揮している。また編曲活動にも意欲的に取り組んでいる。
尚美学園大学及び大学院声楽コース演奏助手。日本声楽家協会講師。さいたまARTS21協力アーティスト。
指揮を鈴木織衛、エンニオ・ニコトラ、アレキサンダー・ポリャニチコに、作曲を西岡龍彦に、ピアノを香月修、花岡千春に師事。

## 主な活動
- 2003年 : 東京藝術大学奏楽堂にて『こうもり』を指揮。
- 2004年 : 東京文化会館小ホールにて「花岡千春ピアノリサイタル」に出演し、レイナルド・アーン作曲『エチュード・ラタン』の合唱部分を指揮。
- 2005年 - 2007年 : 劇団四季『オペラ座の怪人』を指揮。
- 2007年 - 2009年 : 劇団四季『ウィキッド』を指揮。レギュラーコンダクターを務める。
- 2007年 : 茅ヶ崎交響楽団及び茅ヶ崎市立松林中学校合唱部と『茅ヶ崎市歌』を録音。
- 2008年 : 茨城県つくば市にて「秋野豊メモリアルコンサート」を指揮。
- 2008年 : 東京都美術館にて「フェルメール展記念コンサート」を指揮。
- 2012年 : イタリア・コモにてオルケストラ・ジョヴァニーレ・アントニオ・ヴィヴァルディを指揮。
- 2013年 : 千葉県柏市にて「ニューイヤー・オペラ・コンサート」に出演し、柏ヴォアモレス合唱団と東京ニューシティ管弦楽団を指揮。
- 2013年 : 表参道カワイにて「オペラーレ」第１回公演『リゴレット』を指揮。
- 2013年 : 埼玉県春日部市にて「混声合唱団コーロ・ナッシェレ創立記念演奏会」を指揮。
- 2014年 : 原田勇雅バリトンリサイタルに出演し、アンサンブル・デル・ソーレ室内管弦楽団を指揮。
- 2014年 : 大田区ハイドン室内管弦楽団、ヴァイオリンの吉原葉子氏、チェロのシュテファン・コンツ氏（ベルリン・フィル）と共演。
- 2014年 : 小金井市民オーケストラ、ヴァイオリンの戸澤哲夫氏（東京シティフィル・コンサートマスター）と共演。
- 2015年 : さいたま芸術劇場にてYNO New Opera Series vol.3 山田香作曲『三銃士』の新作初演を指揮。
- 2015年 : 原田勇雅バリトンリサイタルに出演し、熊谷高校音楽部、コールあおいらか、アンサンブル・デル・ソーレ室内管弦楽団を指揮。
- 2015年 : NPOみんなのオペラ・群馬交響楽団創立70周年記念『蝶々夫人』副指揮を務める。
- 2015年 : サンダーバードinコンサート2015東京公演にてオオサカ・シオン・ウインド・オーケストラを指揮。